# Jean Baptiste Joseph Fourier
Jean Baptiste Joseph Fourier (ur. 21 marca 1768 w Auxerre, zm. 16 maja 1830 w Paryżu) – francuski matematyk i fizyk. Twórca analizy harmonicznej, zwanej też analizą Fouriera – teorii szeregów Fouriera i transformacji Fouriera.

## Życie i twórczość
Szereg Fouriera to przedstawienie funkcji okresowej f w postaci sumy nieskończonego ciągu sinusów i cosinusów pomnożonych przez współczynniki. Fourier podał wzory całkowe na te współczynniki i twierdził, że ten szereg jest zbieżny do f dla szerokiego zakresu funkcji. Warunki dostateczne, przy których szereg Fouriera jest zbieżny do rozwijanej funkcji podał Dirichlet. 
Fourier używał tych szeregów w swej fundamentalnej pracy z teorii przewodzenia ciepła, opublikowanej w swej pracy Théorie analytique de la chaleur, Paris, 1822. 
W czasie wyprawy Napoleona do Egiptu Fourier był sekretarzem Instytutu Egipskiego w Kairze, komisarzem francuskim przy rządzie egipskim i szefem sądownictwa. Później był m.in. prefektem departamentu Izery i mieszkał w Grenoble.

## Upamiętnienie
Jego nazwisko pojawiło się na liście 72 nazwisk na wieży Eiffla.
Na jego cześć uniwersytet w Grenoble, w którym w 1811 r. założył on Faculté des Sciences, nazwano L’université Joseph-Fourier (UJF).